# Simple Creatures
I Simple Creatures sono un duo musicale statunitense formatosi a Los Angeles nel 2019. Sono un supergruppo formato da Mark Hoppus dei blink-182 e Alex Gaskarth degli All Time Low. Hanno due extended play all'attivo.

## Storia del gruppo
Alex Gaskarth è cresciuto come fan dei blink-182 e il suo gruppo, gli All Time Low, ha fatto il California Tour insieme alla band nel 2016. Mark Hoppus, il cantante e bassista della band, nel tempo è diventato amico di Gaskarth e i due hanno sempre parlato di collaborare insieme. In seguito alla fine delle date del tour di supporto a California nel 2017, Hoppus è caduto in depressione ed è rientrato in studio sperando di registrare con artisti con cui ha sempre voluto lavorare. Ha chiamato Gaskarth per primo, e i due sono finiti a scrivere varie canzoni nella loro prima sessione insieme. 
Il progetto, Simple Creatures, è stato annunciato nel 2019, con la pubblicazione del singolo Drug. Il primo EP del duo, Strange Love, è stato pubblicato il 29 marzo tramite la BMG. Il duo ha anche annunciato un tour di quattro date negli Stati Uniti e nel Regno Unito durante marzo e aprile 2019, insieme a due festival musicali in Europa durante l'estate dello stesso anno.
Nell'aprile 2019, poco dopo la pubblicazione dell'EP Strange Love, la band ha confermato in un'intervista che avevano un secondo EP e un album di debutto pronti da pubblicare nel vicino futuro.
Il 12 giugno 2019, la band ha pubblicato il singolo Special. Lo stesso giorno Gaskarth ha confermato che sarebbe stato un estratto dall'EP successivo
La band in seguito ha pubblicato un video per Special e annunciato che il loro secondo EP, Everything Opposite, sarebbe stato pubblicato nell'ottobre del 2019.

## Stile musicale e influenze
Il genere del duo spazia dal pop al pop rock, passando per l'electronic rock, il pop punk e l'alternative rock. La musica del duo contiene batterie programmate, chitarre e sintetizzatori.
Sia Hoppus che Gaskarth hanno citato i The Cure e il loro frontman, Robert Smith, come un'influenza per il loro primo EP, Strange Love. Hoppus ha citato come influenze i Descendents e i Bad Religion. A livello dei testi, il duo ha voluto riempire di atmosfere buie e tristi canzoni pop.

## Formazione
- Alex Gaskarth – voce, chitarre, tastiere; produzione, ingegneria del suono (2018-presente)
- Mark Hoppus – voce, basso, chitarre; produzione, ingegneria del suono (2018-presente)

## Discografia

### EP
- 2019 – Strange Love
- 2019 – Everything Opposite

### Singoli
- 2019 – Drug
- 2019 – Strange Love
- 2019 – Special
- 2019 – Thanks, I Hate It

## Videografia

### Video musicali
- 2019 – Strange Love
- 2019 – Adrenaline
- 2019 – Special
- 2019 – Thanks, I Hate It
- 2019 – One Little Lie